# رينيه شيك
رينيه شيك (بالإسبانية: René Schick Gutiérrez) (و. 1909 – 1966 م) هو سياسي، ودبلوماسي نيكاراغوي، ولد في ماناغوا، توفي في ماناغوا، عن عمر يناهز 57 عاماً، بسبب نوبة قلبية.

## مناصب
تولى منصب سفير
.

## جوائز
حصل على جوائز منها:
- طوق وسام إيزابيلا الكاثوليكية
- وسام الصليب الأعظم من الفئة الأولى للخدمات الجليلة لجمهورية ألمانيا الاتحادية

## روابط خارجية
- رينيه شيك على موقع مونزينجر (الألمانية)